# Cyclopetta
Cyclopetta är ett släkte av kräftdjur som beskrevs av Georg Ossian Sars 1918. Cyclopetta ingår i familjen Cyclopinidae.
Släktet innehåller bara arten Cyclopetta difficilis.